# كين سينغلتون
كين سينغلتون (بالإنجليزية: Ken Singleton)‏ هو لاعب كرة قاعدة أمريكي، ولد في 10 يونيو 1947 في مانهاتن في الولايات المتحدة.

## وصلات خارجية
- كين سينغلتون على موقع دوري كرة القاعدة الرئيسي (الإنجليزية)
- كين سينغلتون على موقعبيزبول رفرنس.كوم (الدوري الرئيسي) (الإنجليزية)
- كين سينغلتون على موقعبيزبول رفرنس.كوم (الدوري الثانوي) (الإنجليزية)
- كين سينغلتون على موقع مشجعي الرسوم البيانية (الإنجليزية)